# Thaddeus Cahill

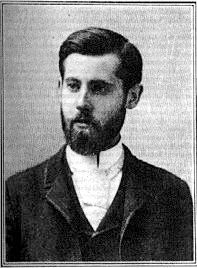
Thaddeus Cahill

Thaddeus Cahill (* 18. Juni 1867 in Iowa; † 12. April 1934 in Manhattan, New York) war ein amerikanischer Erfinder und Geschäftsmann. Die größte Bekanntheit erlangte er für eine 1897 in Washington, D.C. patentierte, fast 200 Tonnen schwere Orgelmaschine. Diese Erfindung, als Telharmonium oder Dynamophon bekannt, wurde 1906 erstmals einem größeren Publikum vorgeführt. Auch die erste elektrische Schreibmaschine geht auf Cahill zurück, ebenso die Idee der Musikberieselung an öffentlichen Orten, für die später der Begriff Muzak geprägt wurde.

## Leben
Thaddeus Cahill wurde in einer Kleinstadt in Iowa geboren und wuchs in Oberlin, (Ohio) auf. Eine Schule besuchte er erst im Alter von 16 Jahren. Er studierte Jura an der Columbian University, arbeitete jedoch niemals als Jurist.
Er gründete mehrere Firmen zur Vermarktung des Dynamophons, konnte sich jedoch damit wirtschaftlich nicht durchsetzen, was unter anderem an rechtlichen Problemen mit der von ihm favorisierten Musikübertragung über das Telefon lag.
Später gründete er gemeinsam mit seinen beiden Brüdern ein weiteres Unternehmen, das sich auf die Herstellung von Flutlichtanlagen für Footballstadien spezialisierte. Erfinder dieser Technik war sein zwei Jahre jüngerer Bruder George Cahill. Thaddeus Cahill starb 1934 in New York.

## Cahill als Geschäftsmann
Mit der Zeit verlagerte sich Cahills Interesse von der Musikproduktion zur Musikvermarktung. Da zur damaligen Zeit noch keine elektrische Verstärkung möglich war, wurde Musik teilweise über das Telefon übertragen. Diese Idee wurde von Cahill erheblich weiterentwickelt. Er gründete die New York Electric Music Company, deren Ziel es war, Musikübertragungen über das Telefon für ein großes Publikum zu initiieren, bei denen Gebühren für jeden Zuhörer einzeln abgerechnet wurden. Damit kann er als einer der Pioniere der wirtschaftlichen Nutzung von Kabelnetzen betrachtet werden. Die ersten Übertragungen sollten vor allem dazu dienen, Investoren anzulocken, was zunächst auch glückte, da ihnen große öffentliche Aufmerksamkeit zuteilwurde. 1906 hatte Cahills Gesellschaft 900 Mitglieder. Letztlich setzte sich sein Konzept dennoch nicht durch. Nachdem seine Übertragungen wegen ihrer großen Signalstärke mehrmals das Telefonnetz von New York City überlastet und zur Unterbrechung wichtiger Gespräche geführt hatten, wurde ihm eine Fortführung nicht ermöglicht. Auch am Klangcharakter seines Dynamophons verlor das Publikum schnell das Interesse.